# Abbatiale Saint-Pierre-et-Saint-Paul de Wissembourg
Pour les articles homonymes, voir Abbatiale Saint-Pierre-et-Saint-Paul.
L'abbatiale Saint-Pierre-et-Saint-Paul de Wissembourg est fondée vers 660 par des nobles austrasiens sur une île de la Lauter. Une charte apocryphe attribue cette fondation au roi Dagobert.
L'abbaye de Wissembourg a été richement pourvue et a donc été considérée comme une des abbayes les plus riches du Saint-Empire romain germanique.

## Historique

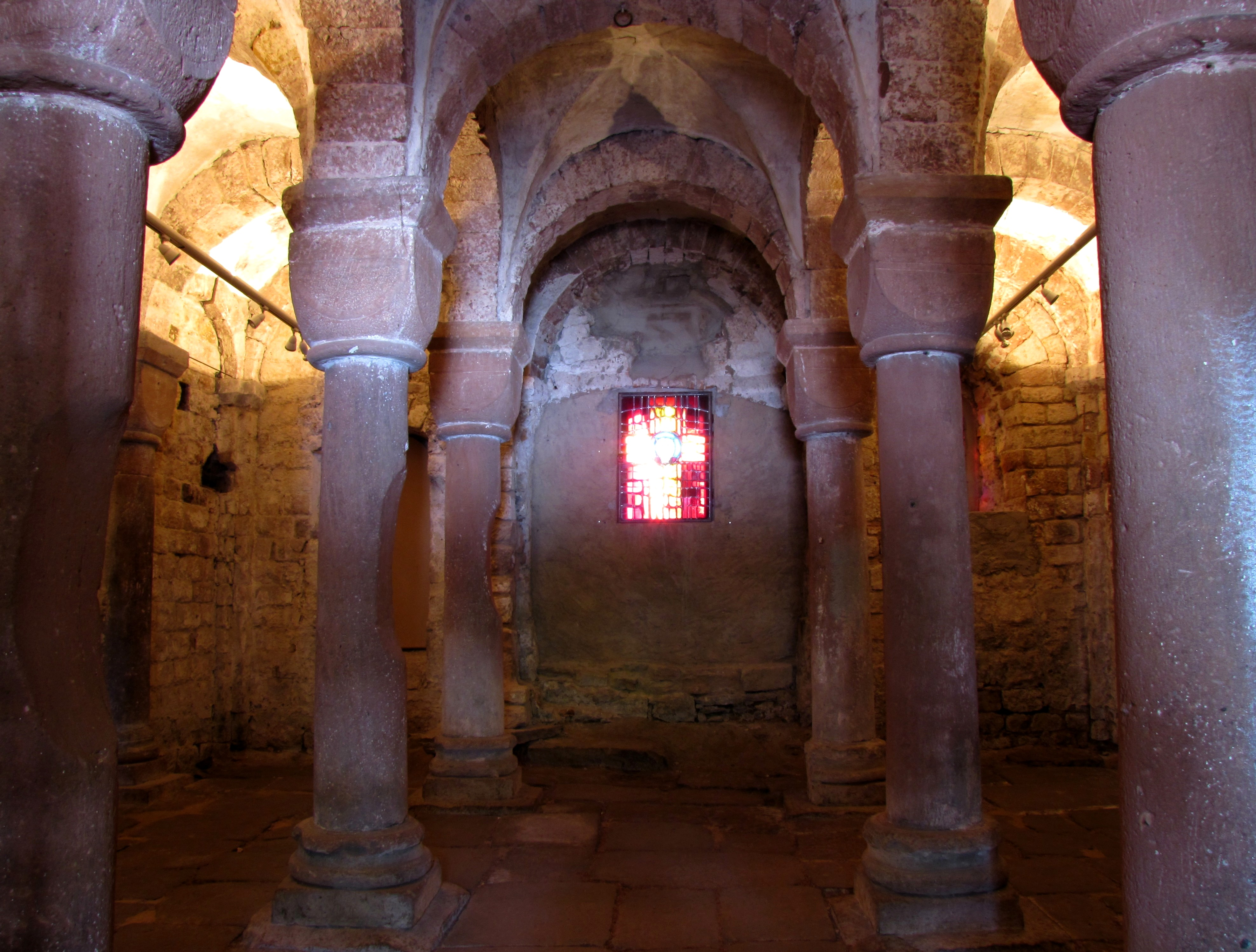
Intérieur de la chapelle romane Saints-Pierre-et-Paul (XIe siècle).

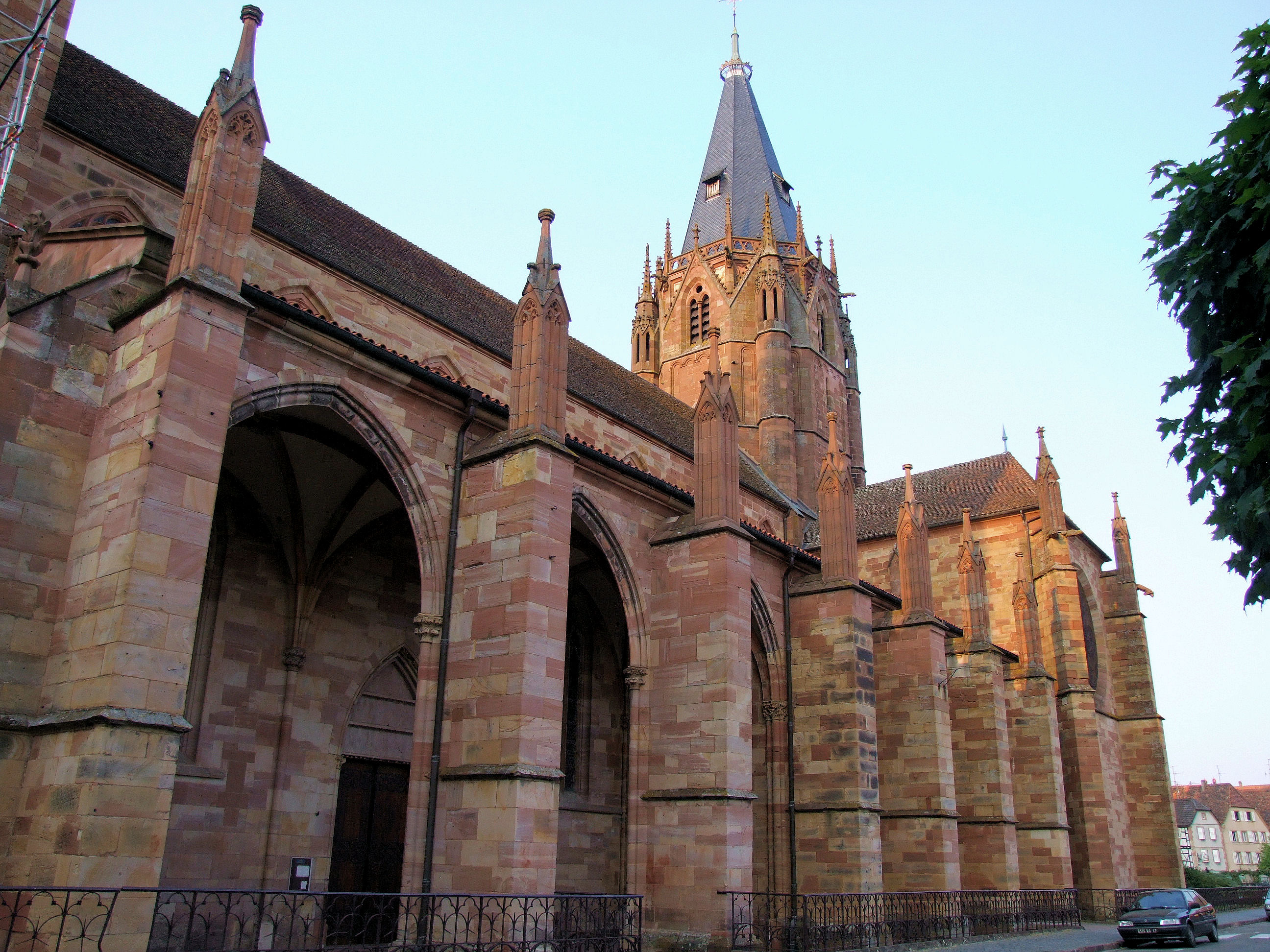
La façade sud de l'église avec les trois premières travées du second collatéral de la nef formant une sorte de narthex pour le portail latéral.

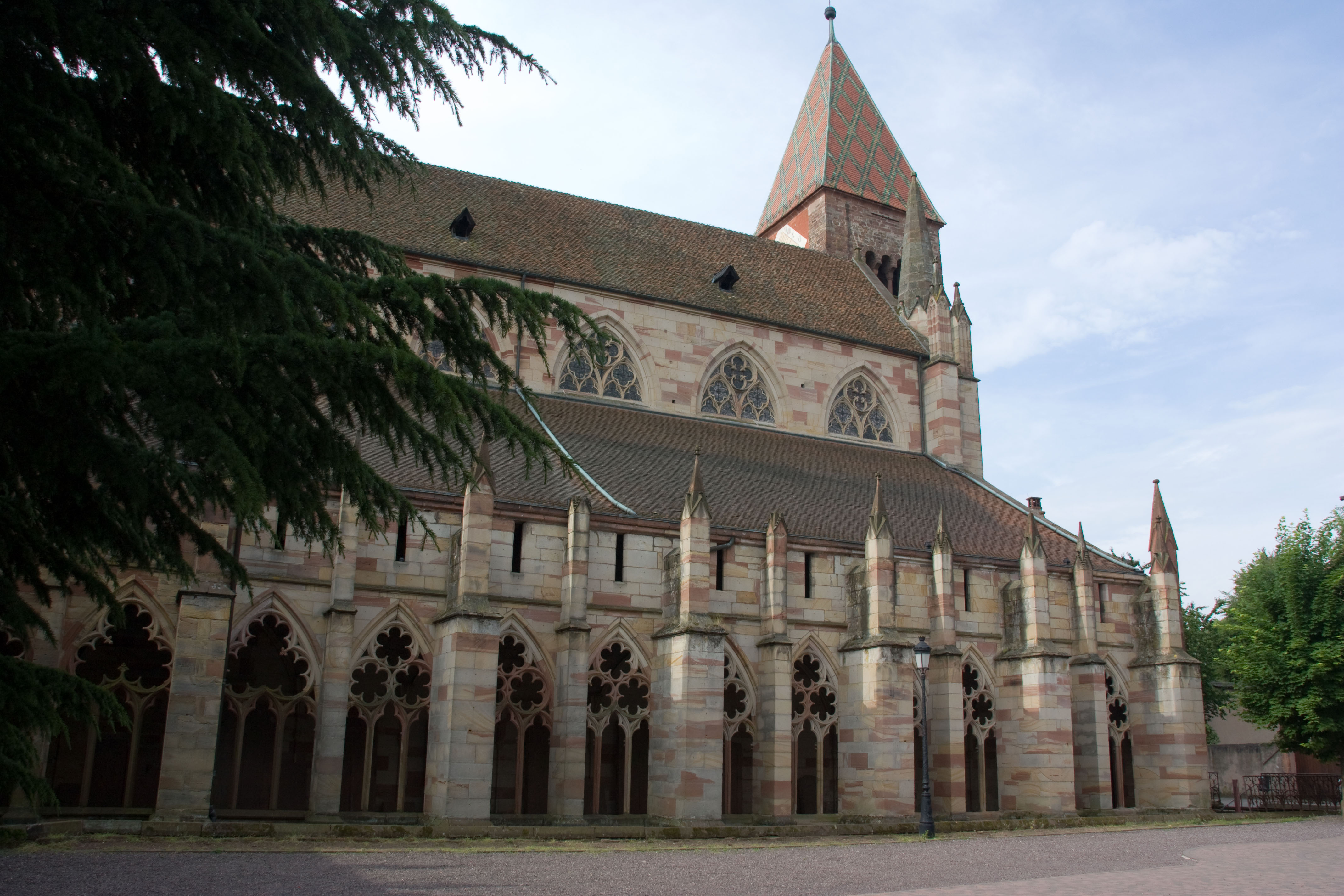
La façade Nord et les galeries du cloître.

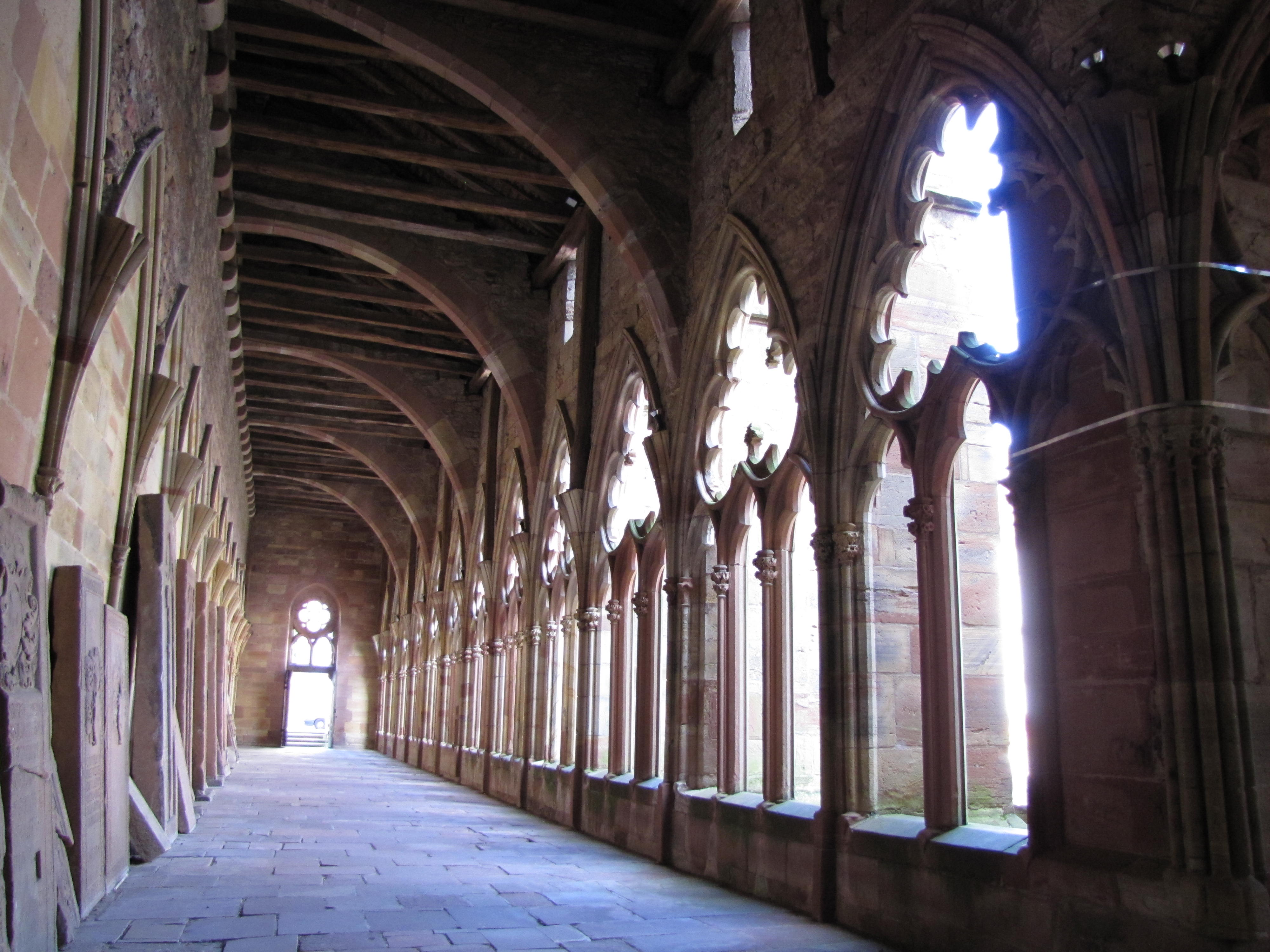
Galerie du cloître gothique.

Pour l'historiographie contemporaine, l'abbaye de Wissembourg serait une création de l’évêque de Spire Dragobod, ce dont témoigne un manuscrit de 661.
Grâce aux donations de la noblesse et des propriétaires de l'endroit, l'abbaye bénéficia peu à peu de terres à travers toute l’Alsace, le Palatinat rhénan et l’Ufgau sur la rive droite du Rhin. Elle créa donc des seigneuries et fermes pour défricher méthodiquement les terres arables et y développer l'agriculture. C'est ainsi que Wissembourg émergea comme l'une des abbayes les plus riches, culturellement et économiquement, du Royaume des Francs puis de l'Empire carolingien. Dès 682, elle put racheter pour la somme considérable de 500 solidus des parts dans les salines de Vic-sur-Seille ; en 760, elle acquérait même la forêt du Mundat. Le "Mundat" jouissait de l'immunité royale. À cette époque il y a sur le site du monastère plusieurs églises et chapelles. Quatre prieurés implantés à quelques lieux de l'abbaye, dans les quatre directions, permettent d'en assurer la garde.
Saint Pirmin introduisit la règle de saint Benoît dans l'abbaye en 753. Il est probable que le succès de son entreprise d'introduction de la règle bénédictine dans les monastères d'Alsace, de Souabe et de Suisse est dû à l'appui de Charles Martel.
C'est à la fin du VIIIe siècle qu'y est rédigé le catéchisme de Wissembourg. Une église carolingienne est consacrée en 803.
C'est à cette époque que le moine Otfried, mort en 875, rédige le Krist, paraphrase versifiée de l'Évangile. C'est un témoin ancien du rayonnement culturel de l'abbaye, et de la littérature francique. Le monastère était alors dirigé par l'abbé Grimald de Wissembourg, l'une des plus fortes personnalités de l’Église franque, qui était également abbé de Saint-Gall et chancelier du roi Louis le Germanique.
En 882, l'empereur Charles le Gros, à la demande de l'archevêque de Mayence Liutbert, accorde à l'abbaye le droit d'élire elle-même son supérieur.
En 917 et 926, des incursions de Hongrois ou Magyars firent de nombreuses destructions en Alsace.
Adalbert de Magdebourg, ou saint Adalbert, est nommé abbé de Wissembourg en 966 par l'empereur Otton Ier. Il introduisit la réforme de Gorze en 967. Il a été nommé comme premier évêque de Magdebourg en 968.
Hédéric, mort en 967, était l'écolâtre de l'abbaye qui possédait alors une des plus riches bibliothèques monastiques dont les livres se trouvent aujourd'hui à la bibliothèque de Wolfenbüttel.
En 968, l'Empereur accorde à l'abbaye le droit d'élire librement son abbé.
En 974 l'abbaye obtint le statut de Reichsunmittelbarkeit, ou Immédiateté impériale. L'abbaye dépend alors uniquement de l'Empire. L'abbé a alors une position plus élevée que l'évêque de Spire dont il dépend.
L'abbaye est attaquée en 985 par le duc de Franconie, Othon de Worms, après la mort de l'empereur Otton II. Le monastère perd une grande partie de ses biens avec l'annexion de 68 de ses fermes par le margrave salien Othon (cf. confiscations des Saliens). Un incendie a lieu en 985 qui dévaste l'église.
Le 23 mai 993, sous l'abbatiat de Gerhoh III, l'empereur Otton III accorde à l'abbaye la libre élection de son abbé.
Un autre incendie, en 1004, amène l'abbé Liuthard à reconstruire l'église dont le chœur a été consacré en 1033 par l'évêque Reginhard II von Dillingen, ou Reginbald de Spire. L'église est consacrée en 1073 par l'évêque de Spire, Heinrich von Scharfenberg.
Sous l'abbatiat de Samuel, entre 1056 et 1096, sont entreprises de grandes campagnes de reconstruction. À cette époque est entreprise la construction de la tour occidentale de l'abbatiale comme l'atteste une inscription refaite en 1850 : SACMUEL ABBAS HANC TURIM FECIT. La chapelle du cloître date de la même époque.
En 1079, première mention de la ville de Wissembourg. Les Hohenstaufen sont les avoués du monastère et assurent le développement de la ville. Vers l'an 1100, il devient important pour la riche abbaye de Wissembourg de prendre ses distances avec les évêques de Spire. Pour cela, elle réécrit sa propre histoire, ne reculant pas devant la falsification de  documents (cela n'était pas rare au moyen âge) : selon la nouvelle généalogie, c'est le roi mérovingien Dagobert Ier (et non un évêque de Spire) qui aurait fondé le monastère, vers l'an 623.
Au XIIe siècle y est introduit la réforme de Hirsau.
Dès la seconde moitié du XIIIe siècle, la congrégation est en pleine décadence. L'abbé en exercice, Edelin, tente de s'opposer par tous les moyens à la dilapidation des terres et même s'efforce de racheter une partie du patrimoine de l'abbaye. Il fait dresser un inventaire, le Liber Edelini oder Liber Possessionum, conservé aujourd'hui dans les Archives régionales de Spire. Ses économies vont lui permettre d'entreprendre la reconstruction de l'abbatiale dans le style gothique : entre 1262 et 1293, il fait reconstruire l'église en commençant par le chevet. Le bras nord du transept et la chapelle du Sauveur ont été consacrés en 1284. Le bras Sud date de la fin du XIIIe siècle. Les travaux de la nef ont dû commencer vers 1280 et s'achever au XIVe siècle. La chapelle Saint-Willibrord est ajoutée à l'ancienne sacristie en 1333, ce qui peut signifier que la nef est terminée à cette date. La galerie méridionale du cloître a été élevée en même temps que la nef.
En 1247, Wissembourg entra dans l'Union des villes Rhénanes avec Colmar, Haguenau et Sélestat. En 1275, l'arbitrage de l'empereur Rodolphe de Habsbourg a permis de définir les droits respectifs de l’abbé et de la ville. L'empereur accorde à la ville le droit de perception de l'"umgeld" (gabelle du vin), la libre élection du Magistrat, l'usage commun des forêts et des pâturages.
En 1333, pendant l'abbatiat de Jean Ier de Frankenstein, s'éleva un conflit entre la ville et l'abbaye. L'abbé et un certain nombre de moines quittèrent la ville et demandèrent l'intervention de l'empereur Louis de Bavière. La sentence est prononcée en octobre 1333 par Hermann de Lichtenberg, évêque de Wurburg. Le Magistrat suivi des habitants doit accueillir le prince-abbé et faire amende honorable à genoux.
En 1347, l'empereur Charles IV accorda aux habitants de ne pas être donnés en engagement.
Mais l'affermage des terres puis l'octroi continu de vassalités disperse peu à peu les possessions de l'abbaye, car les vassaux considèrent peu à peu les terres qui leur sont confiées comme autant de francs-alleux, ou transferts purs et simples de propriété. Après 1350, le déclin financier de l'abbaye reprend. La ville a acquis progressivement son indépendance par rapport aux abbés. Elle adhère en 1354 à la "Décapole". En 1358, l'empereur adjoint aux huit patriciens du Magistrat mais en laissant intervenir l'abbé, quatorze membres élus par les tribus.
Les empereurs Sigismond et Frédéric III délièrent, en 1431 et 1442, les bourgeois de la ville du serment de fidélité envers l’abbé qu'ils devaient en vertu des décrets d'Adolphe et d'Albert Ier.
En 1469 se produit la guerre de Wissembourg entre l'abbaye et l'électeur palatin Frédéric Ier qui voulait y imposer une réforme. C'est l'abbaye qui l'emporta en 1471 à la suite d'un accord de paix avec le comte palatin. Cependant la réforme de Bursfeld y est introduite en 1482.
Au XVIe siècle, des quelques milliers de fermes possédées autrefois par l'abbaye, il n'en restait plus que trois (Steinfeld, Schweighofen et Koppelhof), à quoi s'ajoutait la dîme perçue à Wissembourg et Bergzabern, ce qui assurait un revenu de 1500 florins par an. En 1518, l'empereur Maximilien Ier décide que la ville pouvait librement désigner le magistrat sans demander l'accord de l'abbé moyennant de lui verser soixante-cinq florins d'or.
Henri Motherer, curé de l'église Saint-Jean, son vicaire, Jean Merkel, Martin Bucer et Georges Kess, commencent à prêcher la Réforme en 1522. L'électeur de Trèves et l'électeur palatin mirent le siège à la ville en avril 1523 obligeant les prédicateurs à quitter la ville.
L'abbaye est sécularisée en collégiale en 1524 au moment où la Réforme protestante est introduite dans la ville. En 1546, l'évêque de Spire devient le prévôt du chapitre : il acquiert, à ce titre, une voix à la Diète, la chambre des seigneurs du Saint-Empire romain germanique.
Dès le début de la Révolution française, en 1789, le chapitre est supprimé. Les chanoines quittent la ville, la collégiale est dissoute. Une partie de sa bibliothèque avait été versée au XVIIe siècle à la bibliothèque ducale de Wolfenbüttel, mais ses archives sont détruites au cours des troubles révolutionnaires.
La flèche de l'église est détruite pendant la guerre de Trente Ans, puis reconstruite en 1667. Elle est de nouveau détruite par un incendie en 1883 et reconstruite sous sa forme actuelle.
L'église est classée au titre des monuments historiques par journal officiel du 16 février 1930.

## Architecture

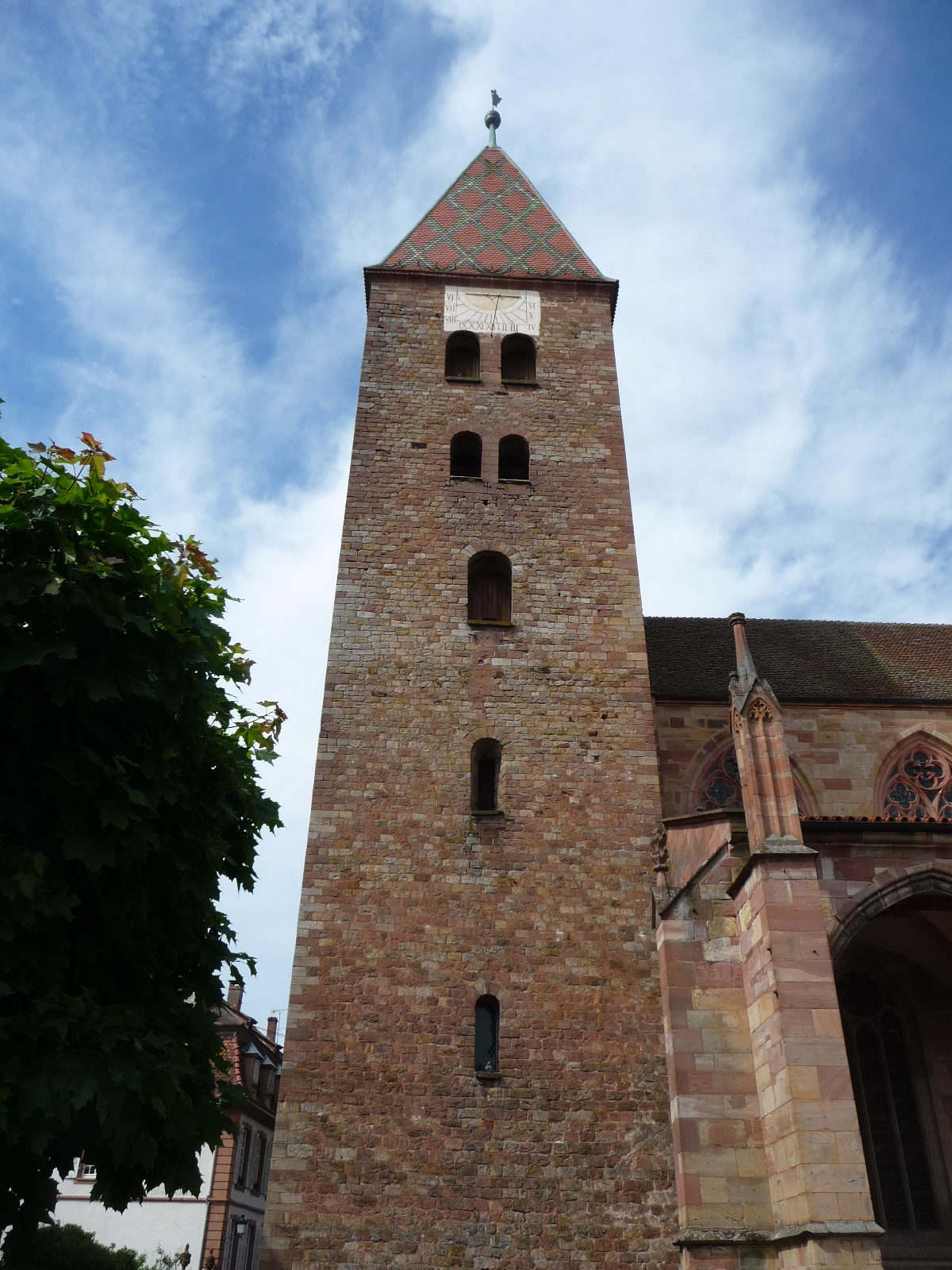
Tour-clocher romane (XIe siècle).

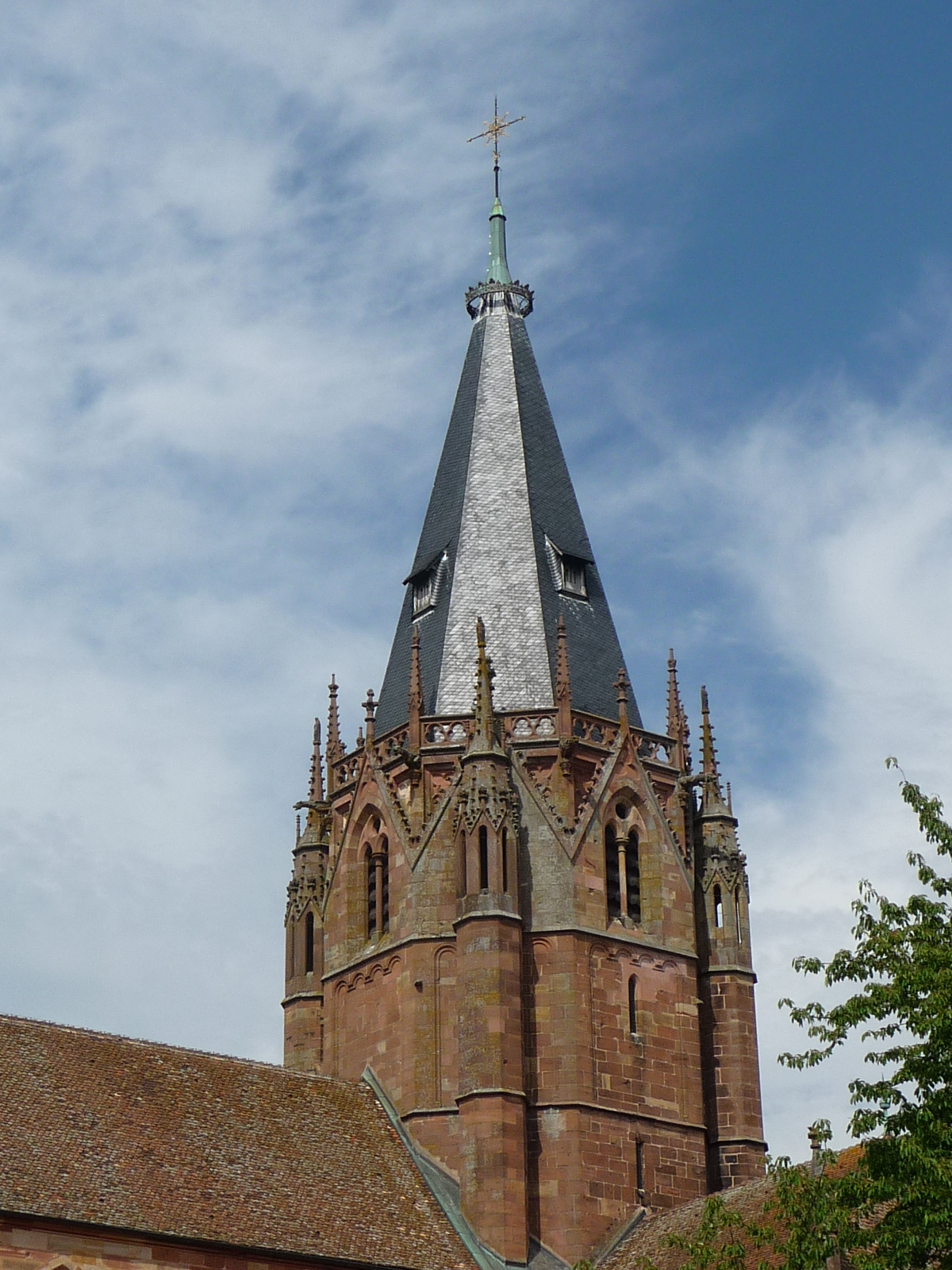
Tour de croisée gothique (XIIIe siècle-XVIe siècle).

L'abbé Samuel a fait construire la tour-clocher occidentale vers 1074 qui est le seul vestige de la précédente église ottonienne. C'est un des plus anciens et des mieux conservés des clochers romans d'Alsace. Seule la maçonnerie est d'époque romane. La toiture a été refaite au XIIIe siècle en lui donnant une pente plus importante qu'à l'origine. Des travaux de restauration ont été entrepris en 2007 sur le clocher pour redonner à la toiture avec un décor à motif losangé avec des tuiles maillées vertes et jaunes.
L'église reconstruite par l'abbé Édelin a été réalisée en commençant par l'Est et en suivant un plan basilical avec transept et chœur à abside polygonale et des chapelles de part et d'autre. Le chœur est dépourvu de déambulatoire et de chapelles rayonnantes.
Ce plan rappelle celui adopté dans les monuments gothiques de l'Empire comme celui de la cathédrale de Toul dont la construction a débuté en 1221 et a été la première église à adopter ce plan. Il se trouve ensuite à Mayence, à Ratisbonne ou dans l'église Notre-Dame dépendant du chapitre de la cathédrale de Trèves comme à l'église Saint-Gengoult de Toul, contemporaine de Wissembourg. Les fenêtres du chœur reprennent des dispositions qui existent à la Sainte-Chapelle de Paris consacrée en 1248 ou dans les chapelles rayonnantes de la cathédrale de Cologne datant des années 1250.
La croisée du transept reprend une habitude de l'architecture romane alsacienne avec une tour-lanterne octogonale.
La nef comporte neuf travées. Elle a été conçue pour recevoir cinq vaisseaux, vers 1280. 

Côté Sud, la nef comporte deux collatéraux. Dans les trois travées occidentales, le second collatéral s'ouvre pour former une sorte de narthex.

Côté Nord, le second collatéral correspond à la galerie méridionale du cloître.

L'élévation de la nef est bipartie avec une séparation par une corniche. Les chapiteaux des piliers et les colonnettes sont pourvus de drôleries et de feuillages reproduisant remarquablement le naturel. Les motifs adoptés se rapprochent de ceux de l'église Sainte-Catherine d'Oppenheim. Les meneaux des fenêtres descendent jusqu'à la corniche, mais seuls les tympans de la partie supérieure sont ajourés. Ce plan a été repris par l'architecte Peter Parler dans l'église de Kolín en Bohême pour l'empereur Charles IV, vers 1360.

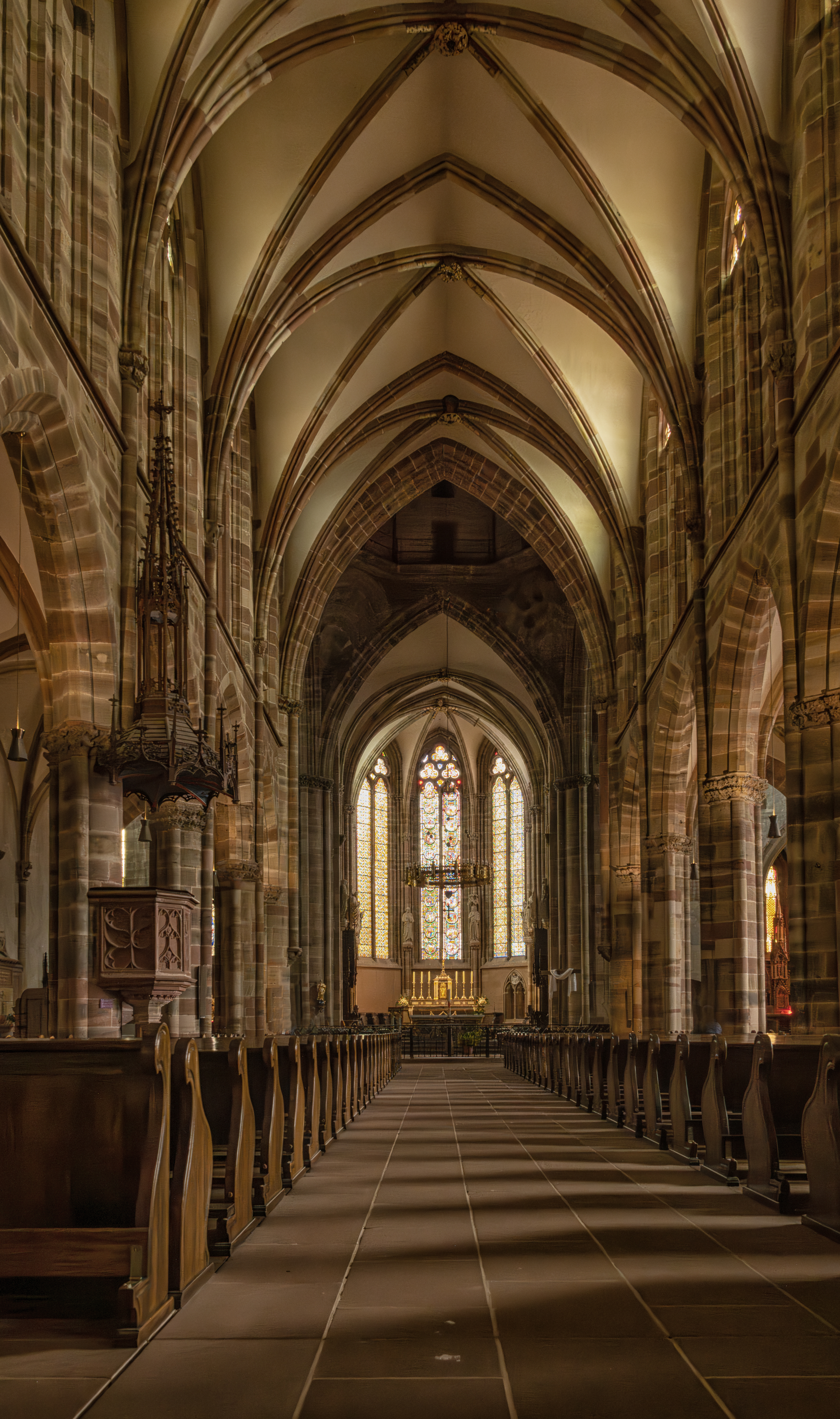
Vue intérieure de la nef vers le chœur.
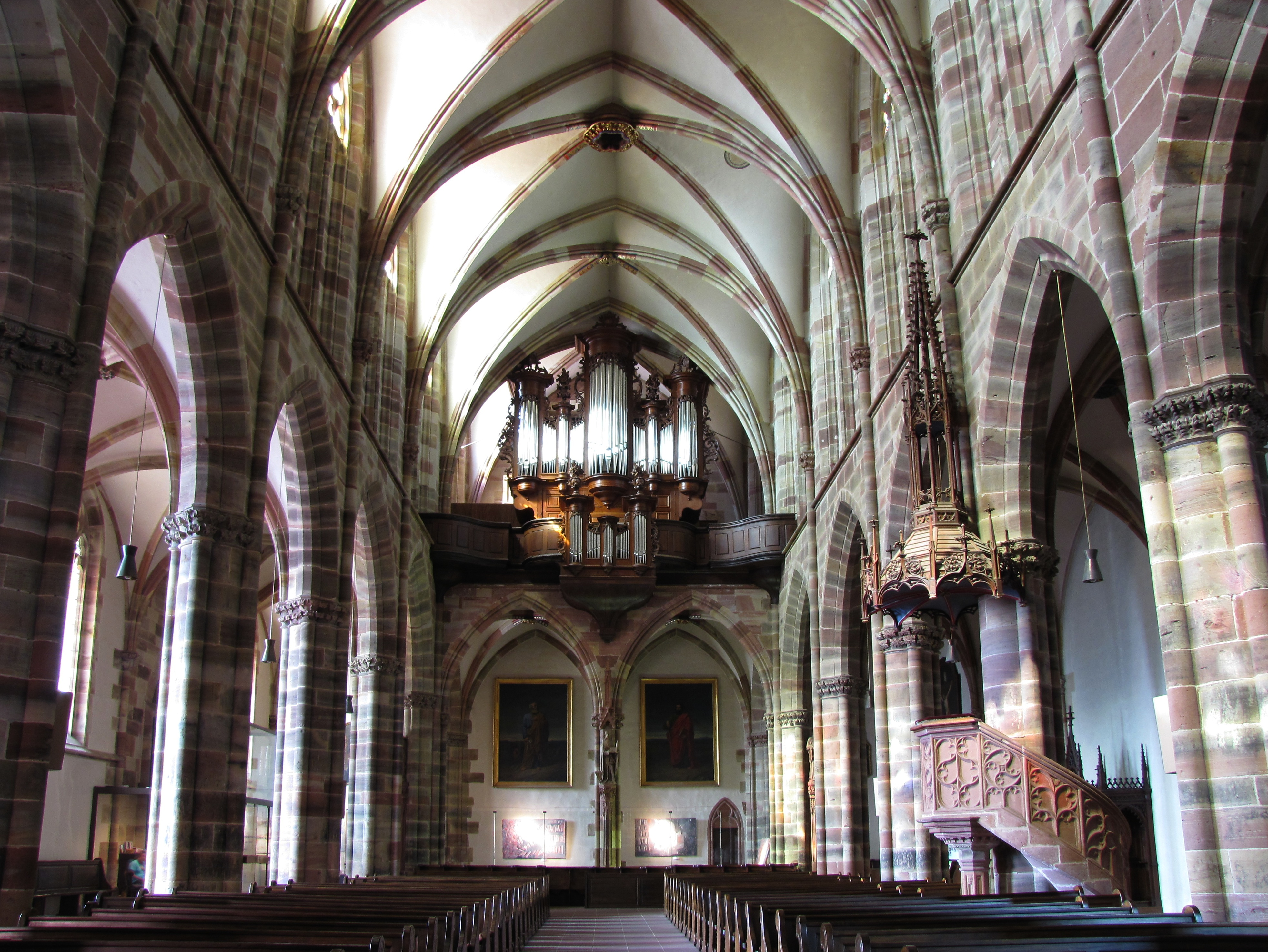
Vue intérieure de la nef vers la tribune d'orgue.
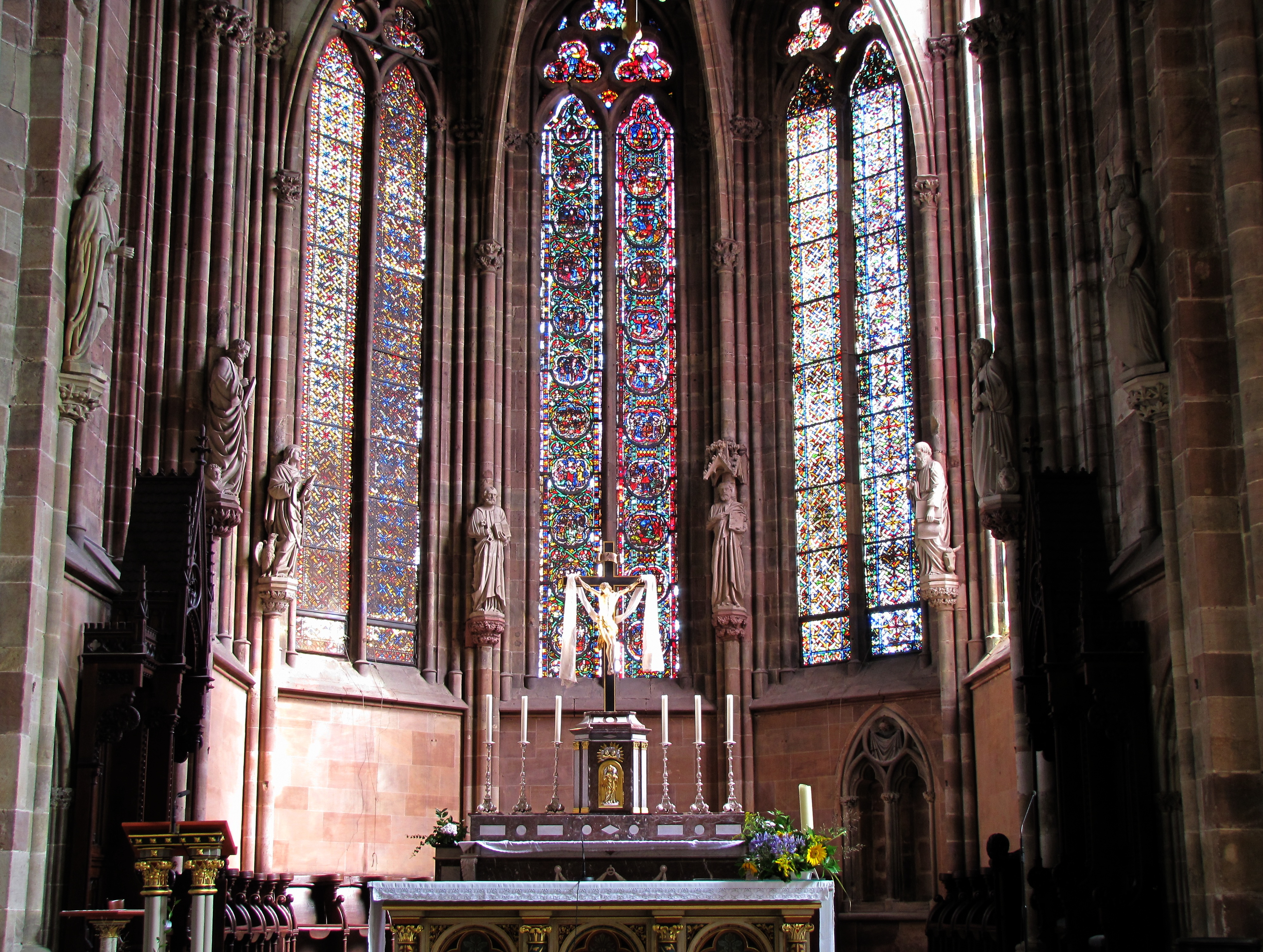
Chœur gothique.
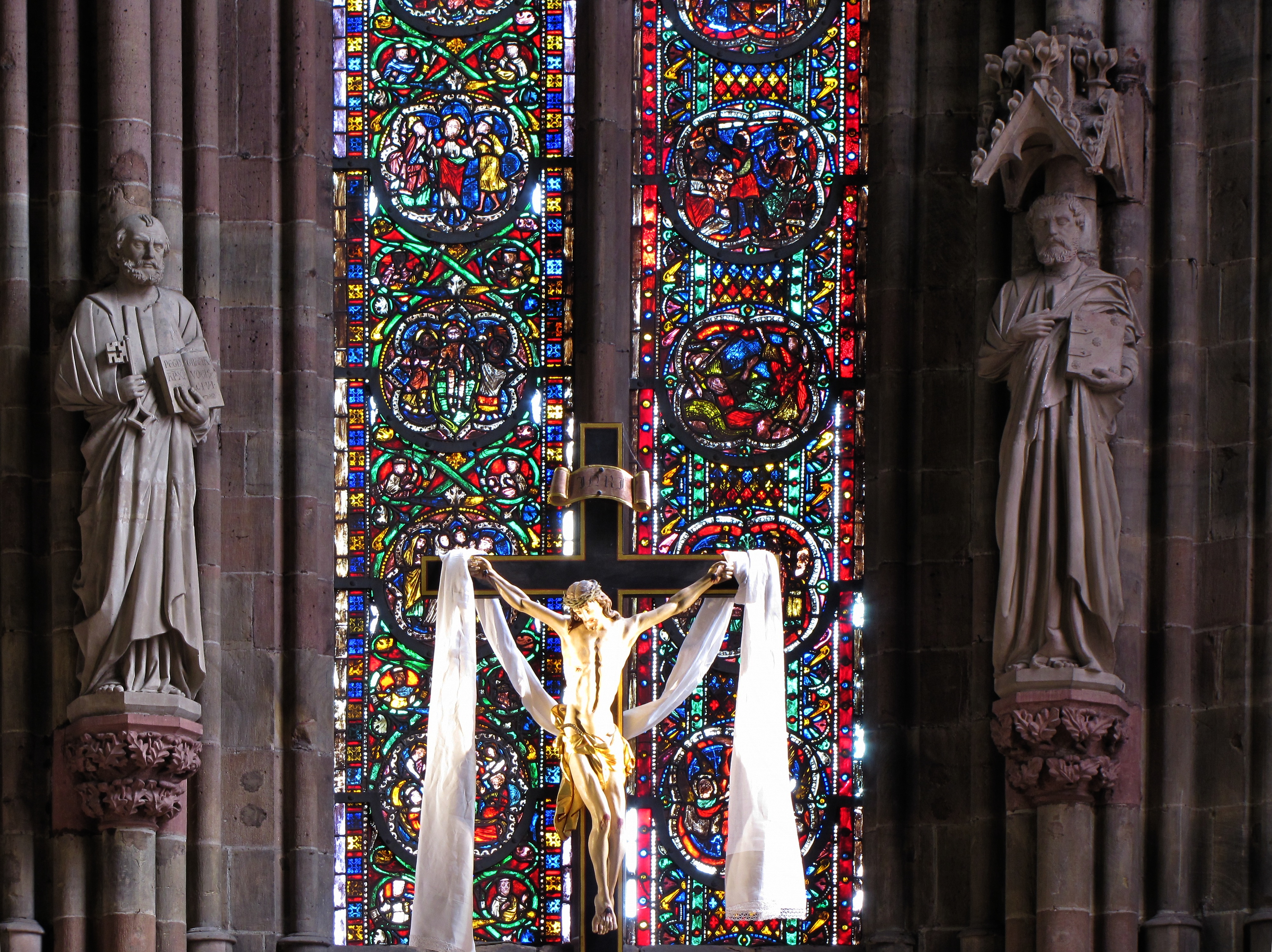
Verrières (XIIIe siècle-XIXe siècle) et statues de saint Pierre et saint Paul (XIXe siècle).

## Les orgues

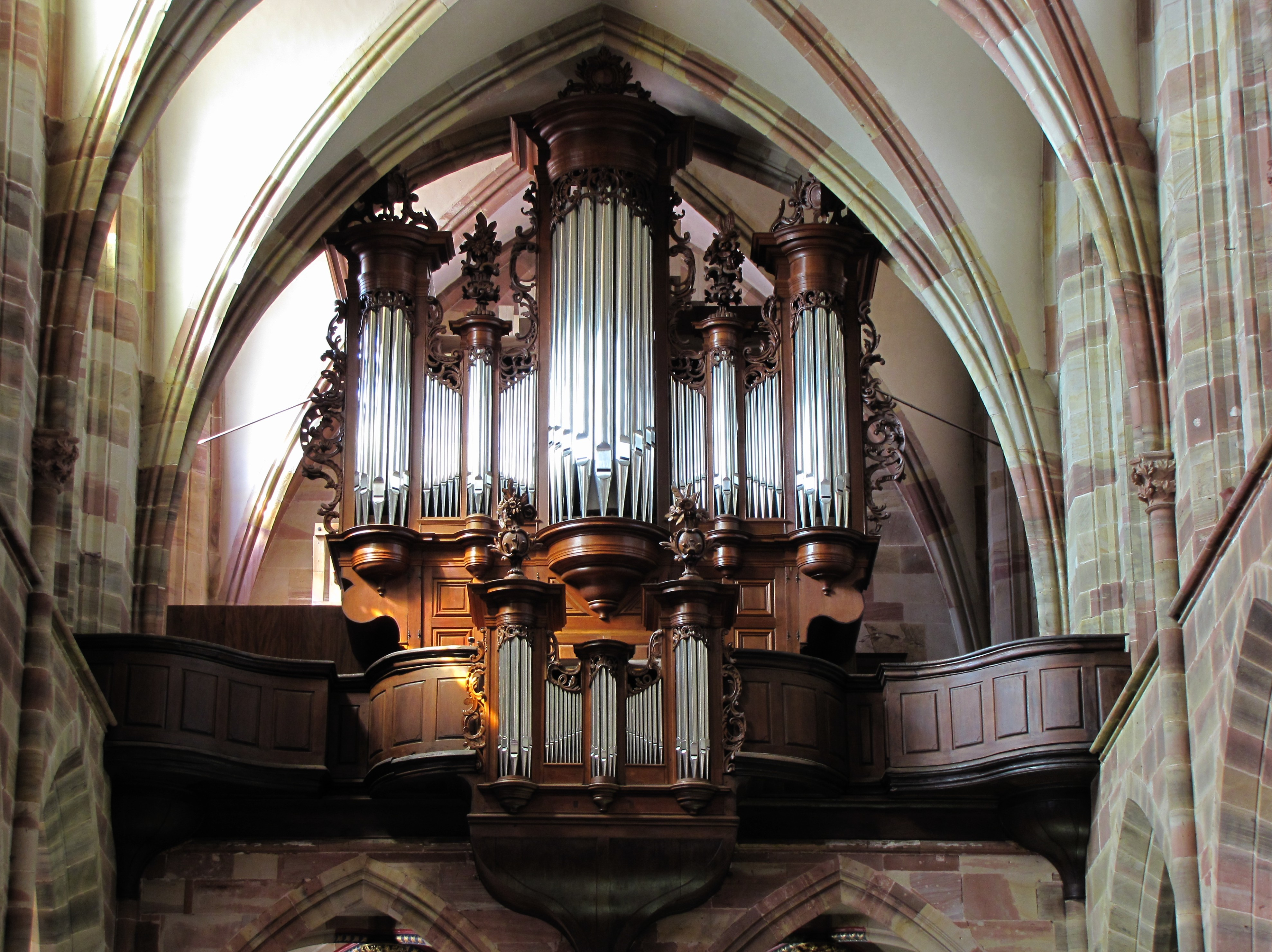
L'orgue Dubois (1766).

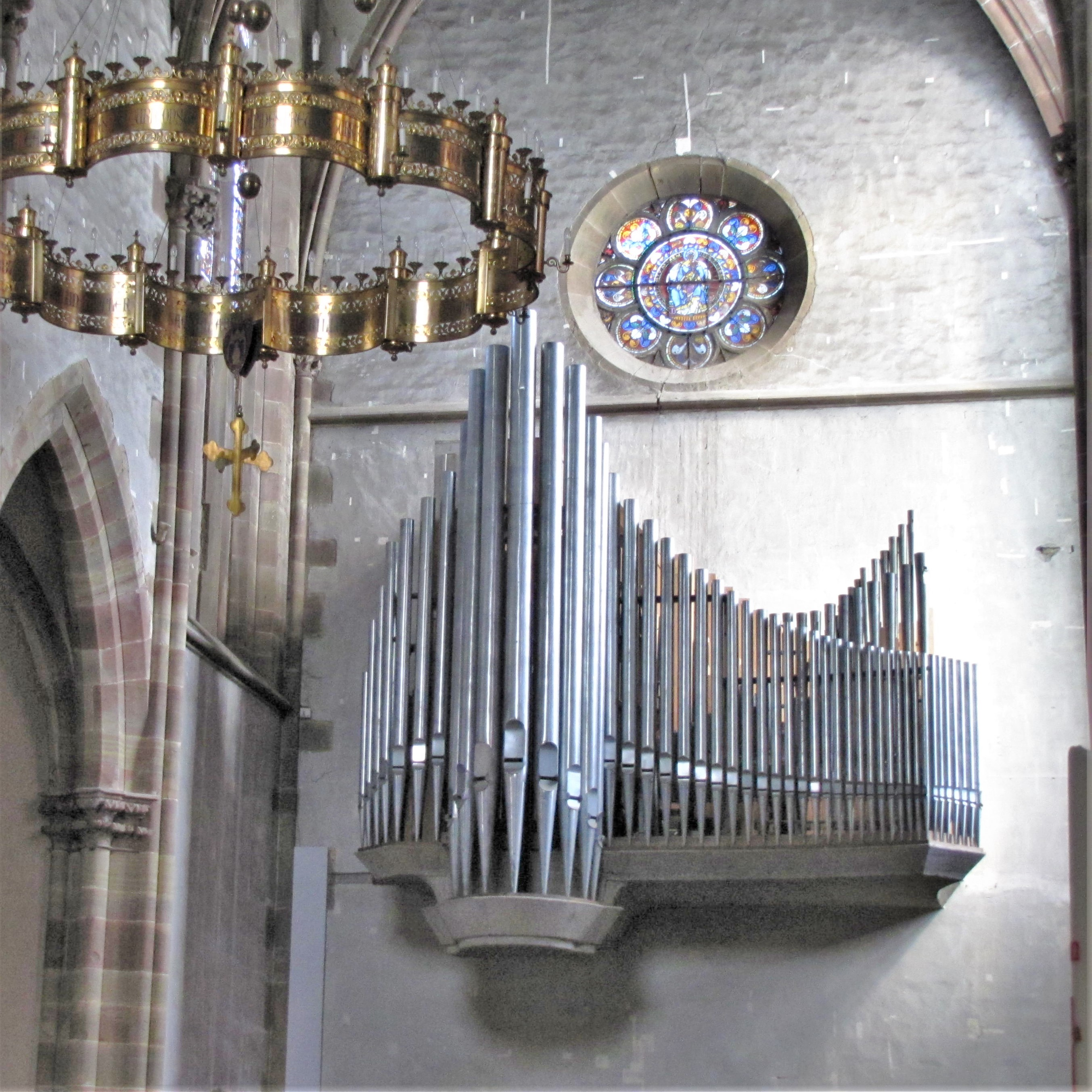
L'orgue Roethinger (1953).

Le grand orgue de l'abbatiale fut construit en 1766 par Louis Dubois dans un grand buffet de l'ère baroque. Le travail de Dubois était « du solide », mais après 1860 l'orgue se dégradait, à la suite de modifications et de guerres, à tel point qu'il était devenu injouable vers 1950. La maison  Roethinger fut priée de le modifier profondément, mais elle construisit un orgue neuf en 1953 (voir ci-après). L'orgue Dubois fut classé monument historique, la partie instrumentale le 28 mai 1973 et le buffet le 28 avril 1975. Il fut restauré dans l'état de 1766 par la maison Kern entre 2010 et 2012.
L'orgue tout neuf de Roethinger, qui se trouve dans le transept sud de l'abbatiale, fut construit entièrement selon les principes et l'esthétique des années 1950. Il fut relevé en 1989 par Yves Kœnig, mais il est resté entièrement authentique et il est donc un témoin précieux de la facture d'orgues du milieu du XXe siècle,.

## Fresques, vitraux et mobilier
L'abbatiale a été décorée de vitraux dès le XIe siècle. Il en reste le Christ de Wissembourg qui a été déposé au musée de Strasbourg.
En place, il reste la rose romane du bras Nord du transept représentant une Vierge à l'Enfant sur un trône de la seconde moitié du XIIe siècle. La rose du bras Sud représente un christ bénissant, une Annonciation et un donateur, l'abbé Édelin (1262-1293).
Il subsiste un vitrail dans la fenêtre axiale, du XIVe siècle. Un vitrail représentant la Vierge à l'Enfant, avec saint Jean, saint Christophe et le donateur datant de 1487.
Des peintures ont été réalisées au XIIIe siècle et d'autres au XVe siècle.

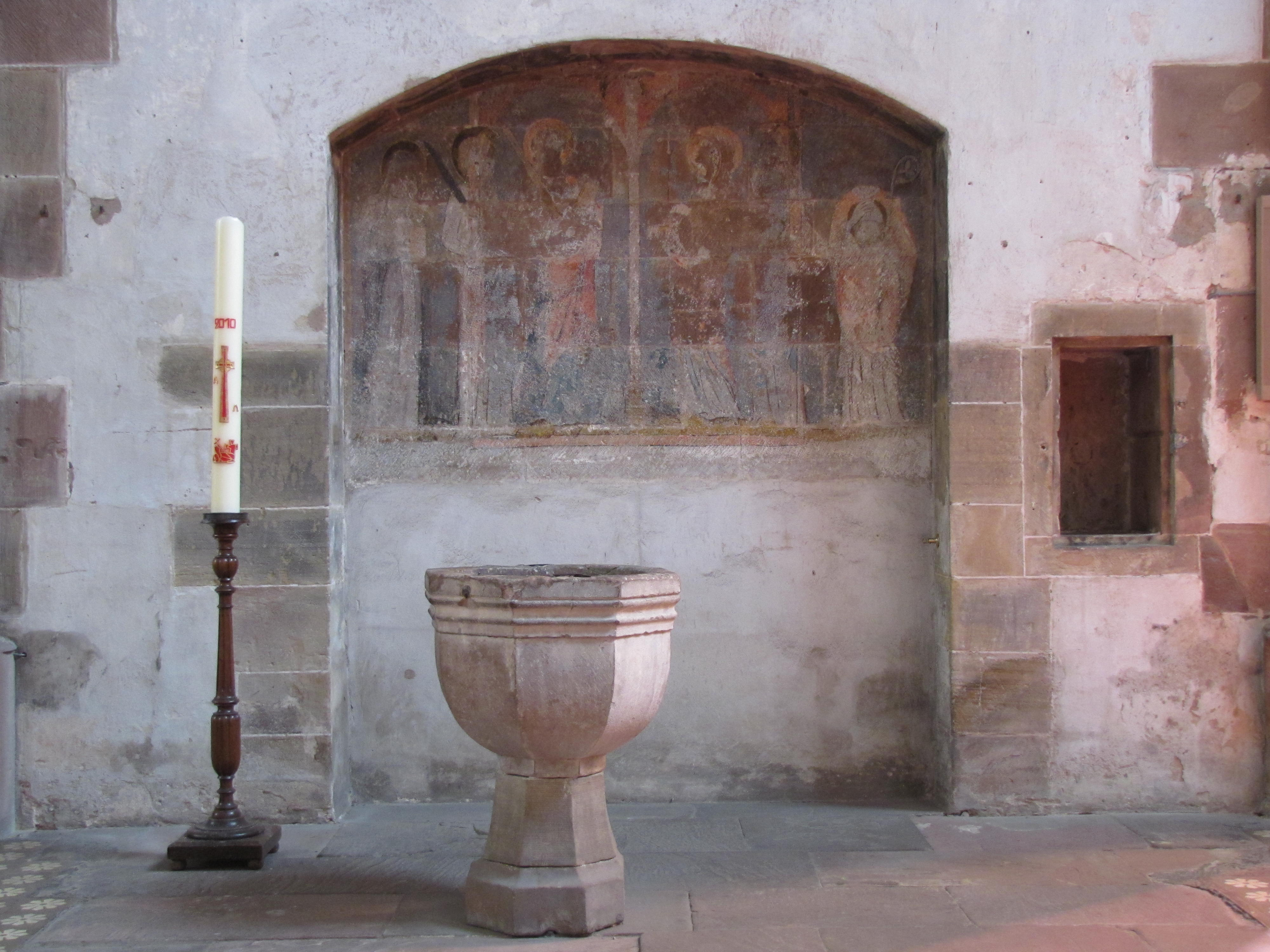
Fresque "Groupe de Saints" (XIVe siècle).
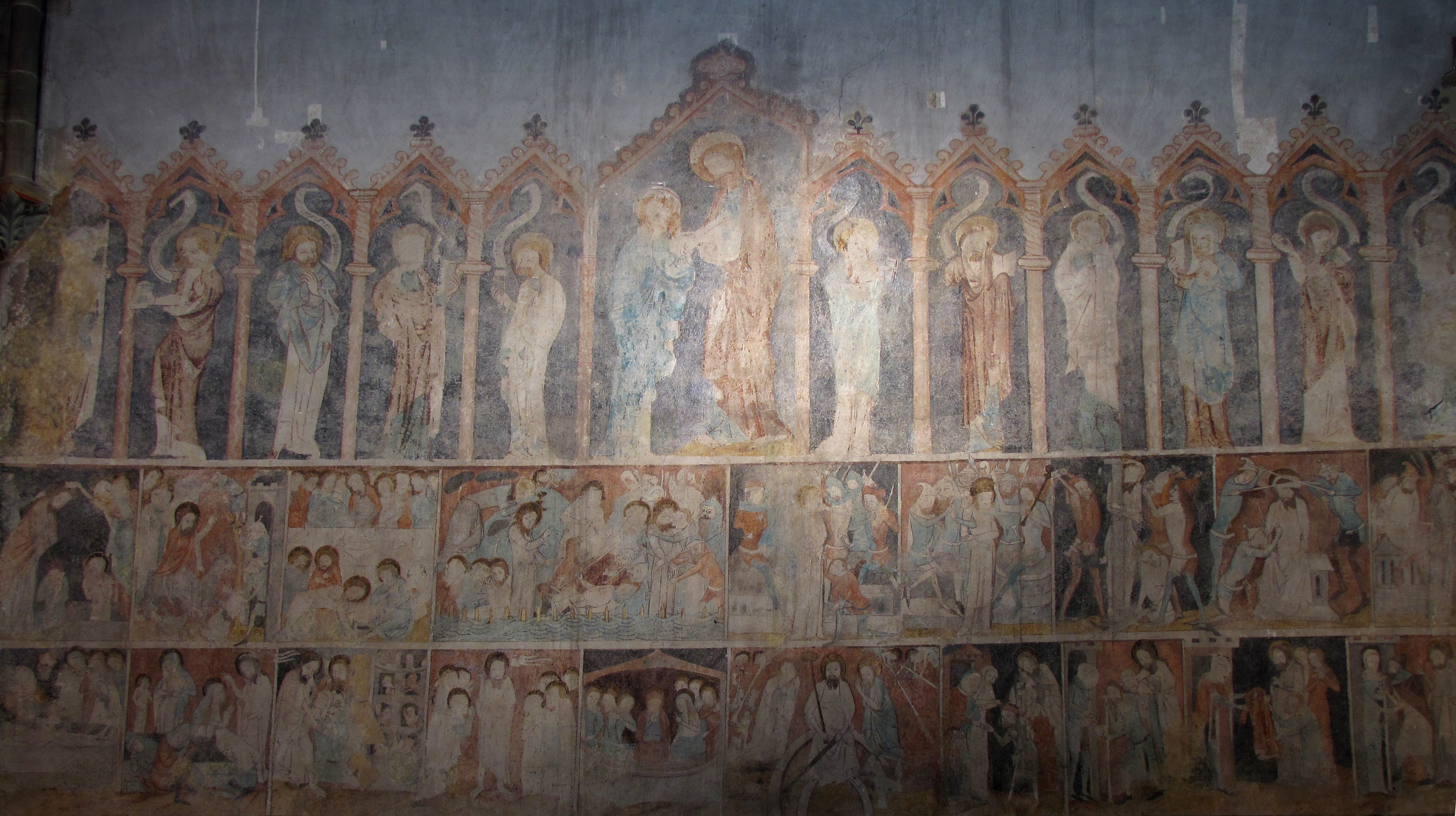
Fresque gothique "Apôtres, Vie et Passion du Christ, Œuvres de Miséricorde" (XIVe siècle).
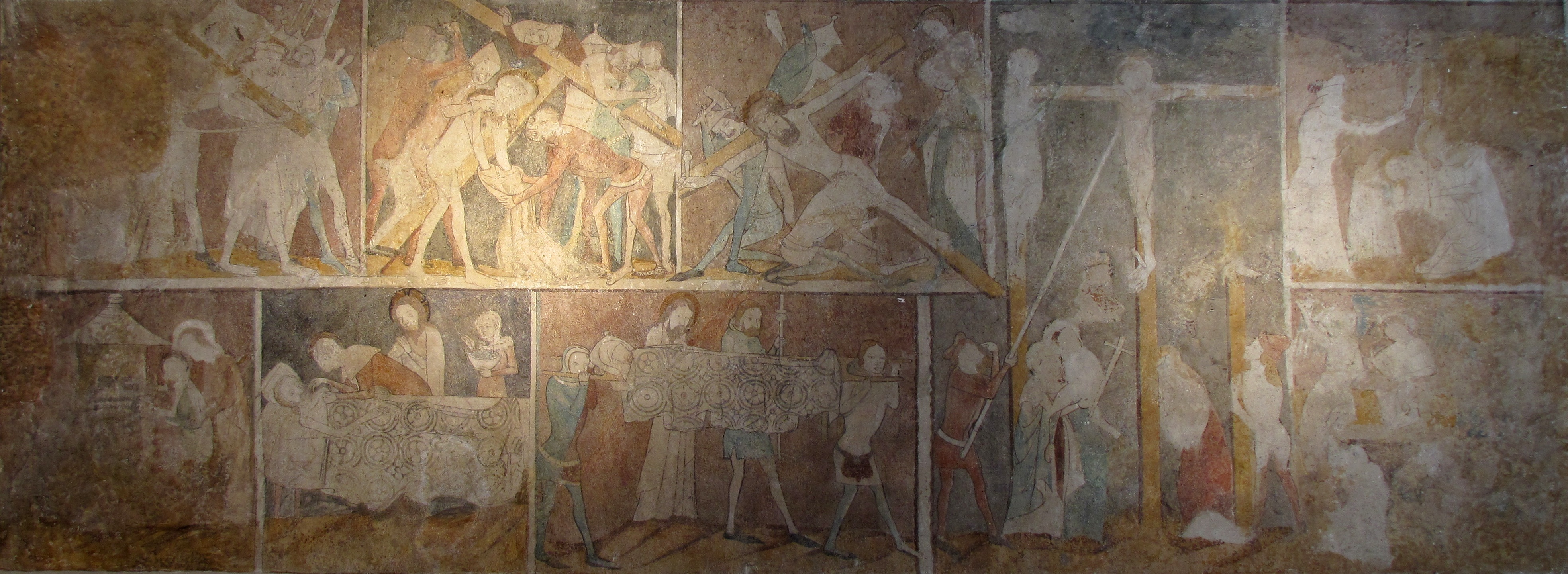
Fresque gothique "Vie et Passion du Christ, Œuvres de Miséricorde" (XIVe siècle).

Le mobilier a été détruit pendant la Révolution. 
L'ancien lustre du type couronne de lumières XIe siècle à cinq étages symbolisant la Jérusalem céleste,  qui avait été offert par l'abbé Samuel en 1070 a disparu en 1793. Le musée Westercamp en détient une maquette. La couronne de lumières polylobée (1887) actuellement en place est librement inspirée de modèles historiques. Elle porte une inscription commémorative qui rappelle celle qui a été détruite en 1793. 

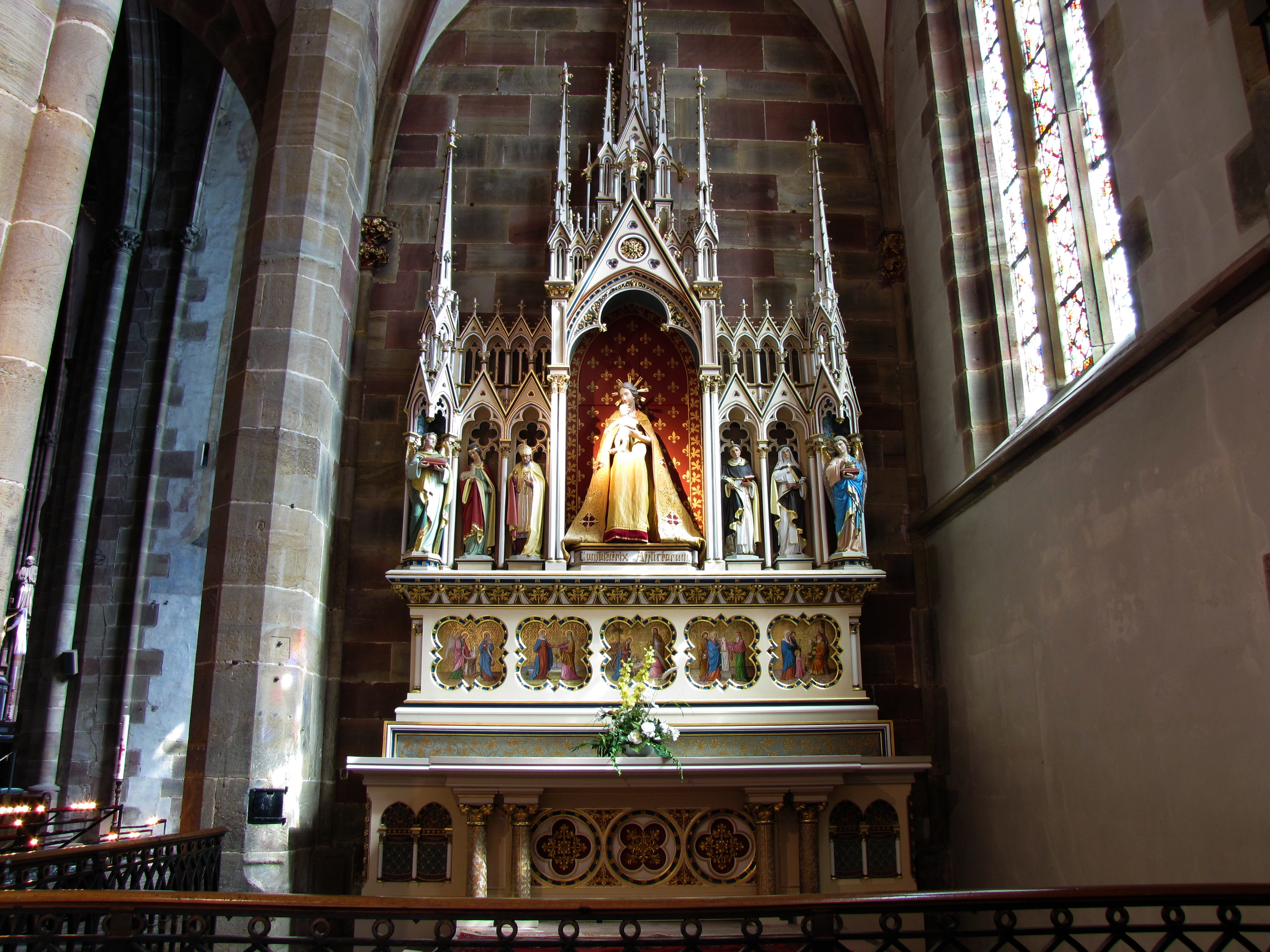
Autel secondaire "Vierge à l'enfant" (XIXe siècle), statue (XVIIIe siècle).
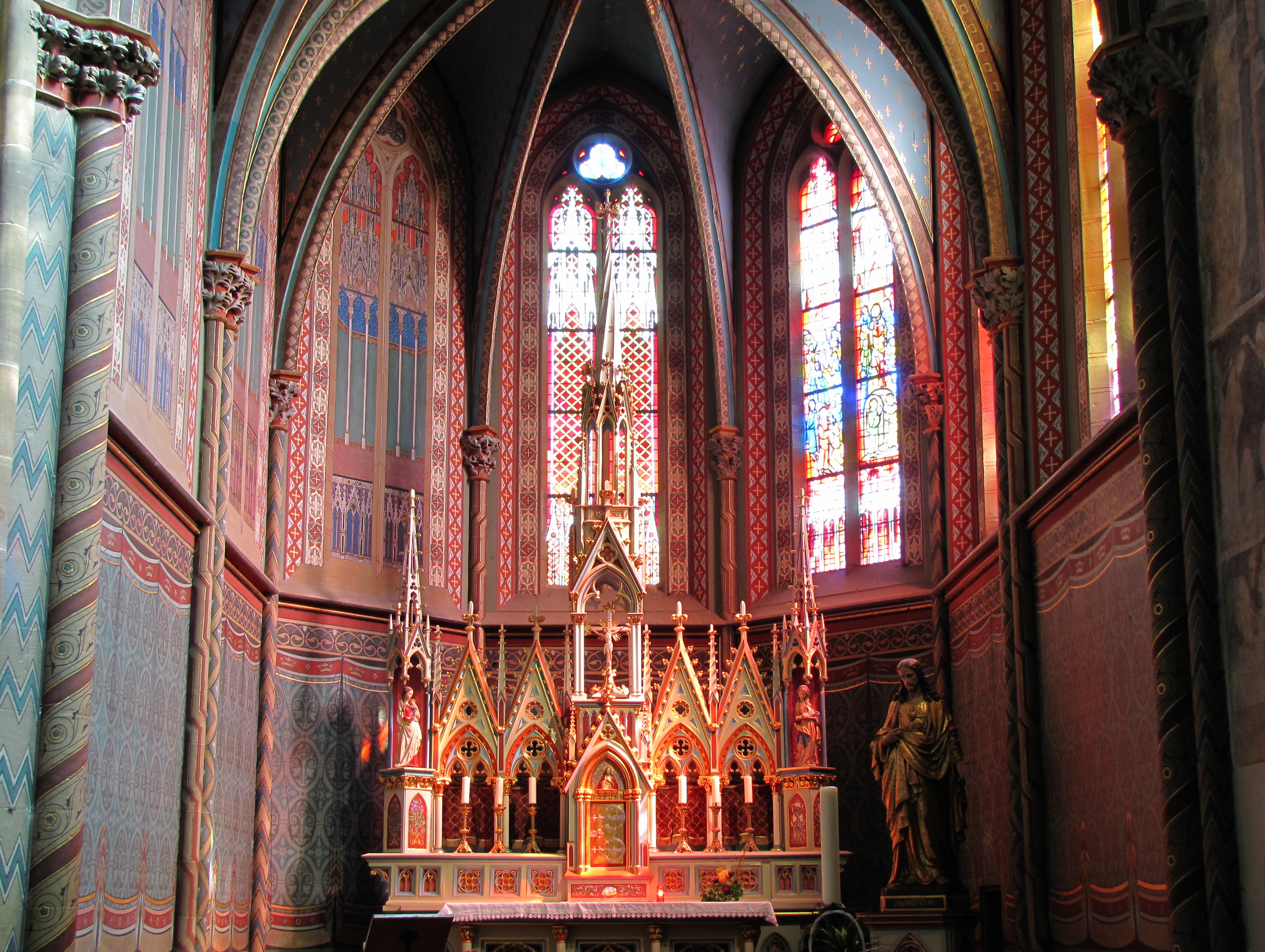
Autel secondaire du Sacré-Cœur de Jésus (XIXe siècle).
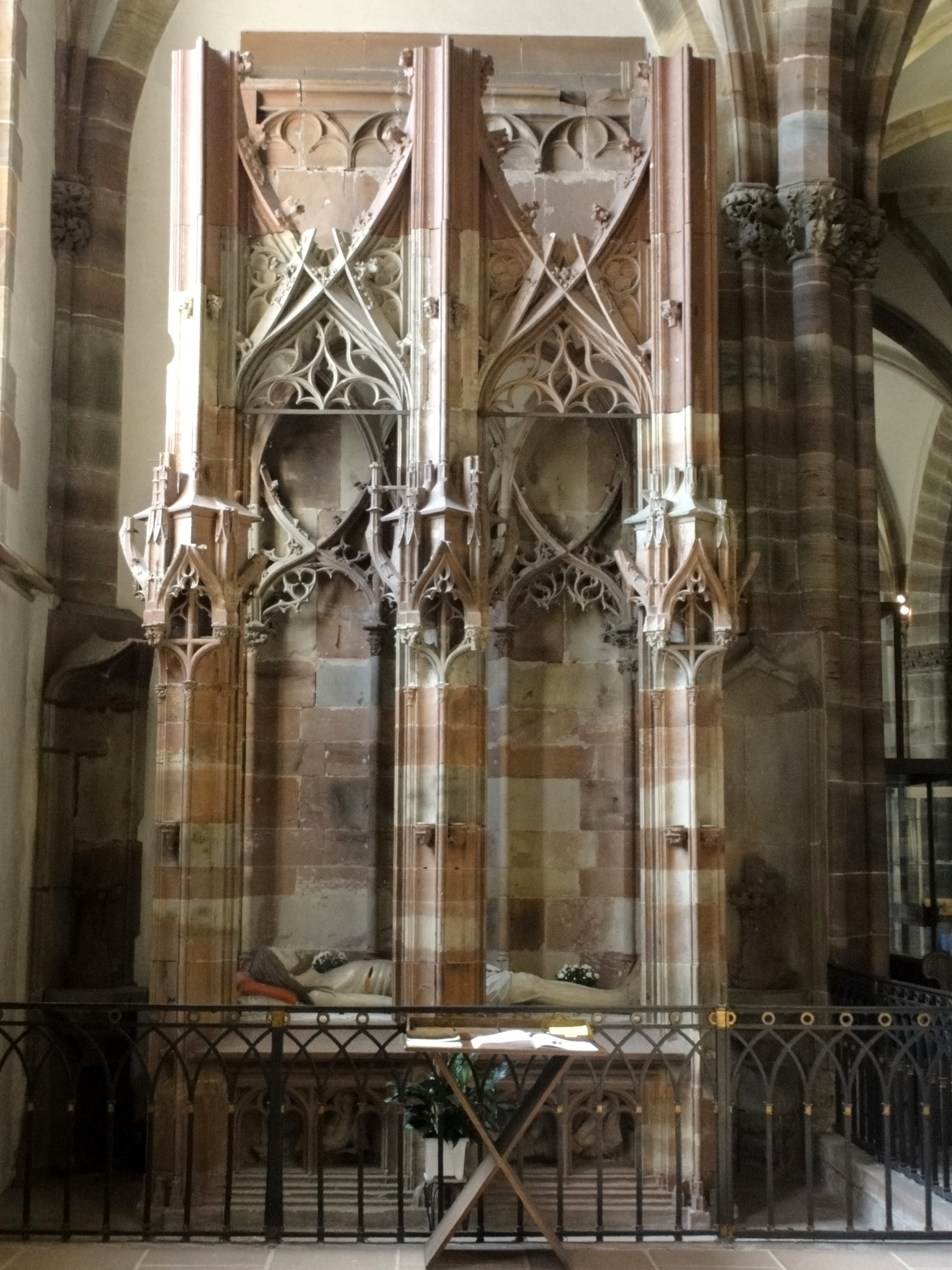
Saint  Sépulcre (XVe siècle).
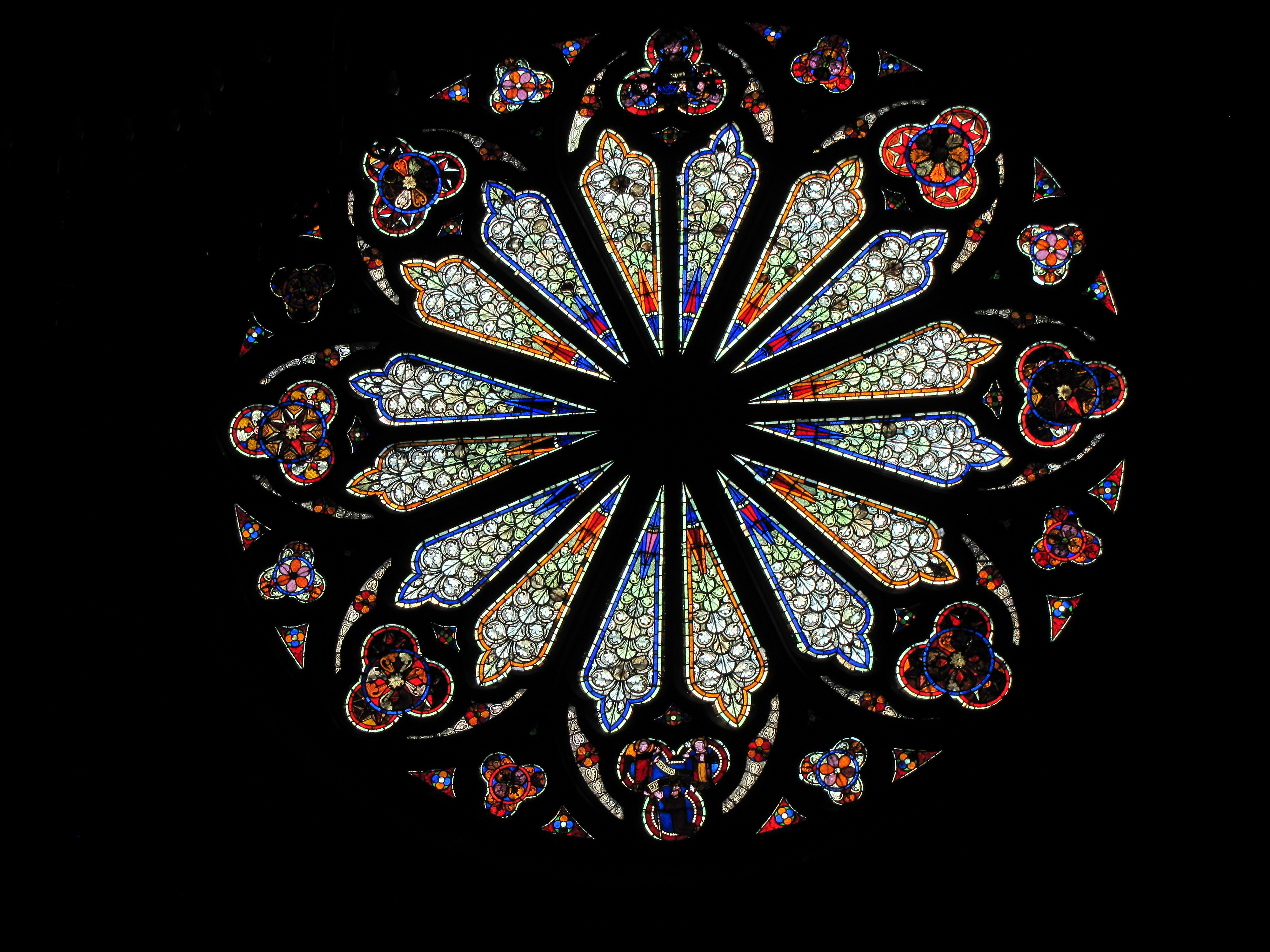
Rosace du transept (XIIIe siècle-XIXe siècle).